# Bosc de frondoses
El bosc de frondoses, bosc de fulla ampla és el bosc o comunitat d'arbres on predominen les angiospermes; és a dir, arbres de fulla ampla o planifolis, que es consideren plantes superiors amb llavors dins un ovari i conducció dels líquids a través de vasos.
A diferència dels boscos de coníferes, els boscos de frondoses són més diversos, solen necessitar més humitat i són més càlids perquè predominen en climes tropicals, tot i que també abunden en climes temperats.

## Tipus

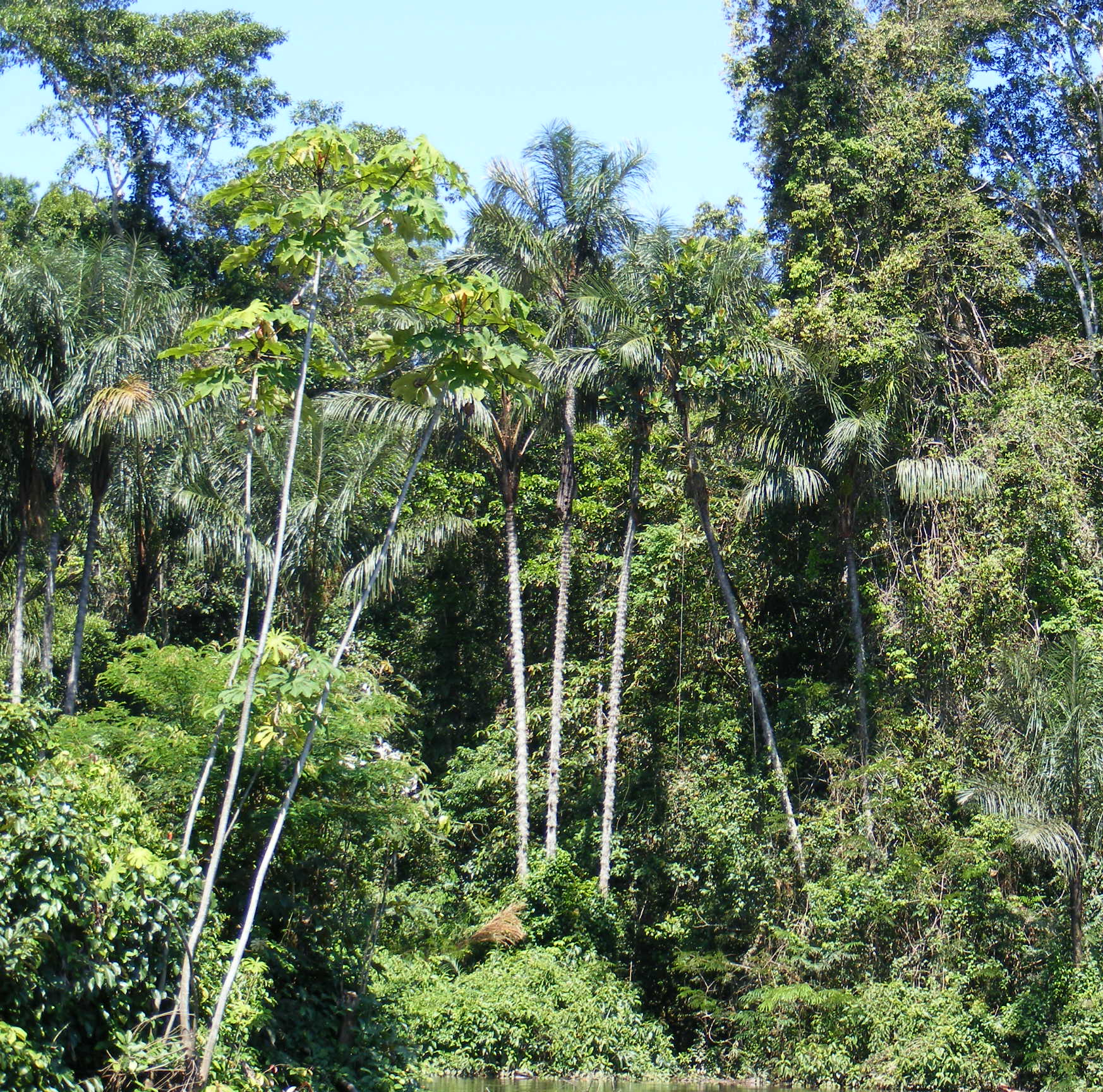
selva tropical de l'Amazones

Segons l'estacionalitat del seu fullatge, poden ser boscos de fulla perenne o de fulla caduca, per la qual cosa el bosc serà perennifoli, subperennifoli, caducifoli o subcaducifoli.
Segons el clima pot haver-hi els següents tipus de bosc de frondoses:
- Boscos tropicals i subtropicals
  - Pluviïsilva o selva humida
  - Bosc sec
  - Nimbosilva o bosc montà
- Boscos temperats de frondoses
  - Bosc mediterrani
  - Bosc temperat caducifoli
  - Laurisilva o bosc laurifoli